# Georg Wander (Unternehmer, 1841)
Georg Wander (* 11. August 1841 in Osthofen; † 14. März 1897 in Bern) war ein deutsch-schweizerischer Chemiker und Industrieller.

## Leben
Georg Wander studierte in Gießen, Tübingen und Würzburg Chemie. 1859 wurde er Mitglied des Corps Rhenania Gießen. 1861 schloss er sich dem Corps Rhenania Tübingen an. Nach der Promotion war er von 1863 bis 1865 Assistent am Institut für Chemie und Pharmazie der Universität Bern. 1865 wurde er Teilhaber einer Mineralwasserfabrik in Bern, die er 1867 übernahm und zum chemisch-technischen und analytischen Laboratorium ausbaute. Aus diesem Laboratorium ging die spätere Wander AG hervor, die heute insbesondere durch das Malzgetränk Ovomaltine weltweite Bekanntheit besitzt. Sein Nachfolger wurde sein Sohn Albert Wander.
Zu den wissenschaftlich-technischen Errungenschaften Georg Wanders gehörte die schonende Extraktion von Gerstenmalz sowie dessen Anreicherung, wozu er neben anderen Substanzen Chinin, Eisen und Kalk verwendete.

## Familie und Nachkommen
Carl Wander, Gutsbesitzer und Bürgermeister – Vorfahren vermutlich Schweizer Auswanderer nach 30-jährigem Krieg
1. Georg Wander (1841 Osthofen – 1897 Bern) ⚭ 1866 Anna Maria Katharina Webel
  1. Albert Wander (1867 Bern – 1950 Lugano), Arzt ⚭ 1897 Clemence Georgette Violeau
    1. Georg Wander (1898 Bern – 1969), Dr., Nationalrat ⚭ 1922 Katharina Thormann (1897 – )
      1. Maria Madelaine Georgette Wander (1923 – ) ⚭ 1945 Burkhard Eduard Wilhelm Erich von Graffenried (1916 – 2013)